# Melegué Uatara
Melegué Uatara (em francês: Melégué Ouattara) foi um nobre africano mandinga ativo no Império de Congue nas últimas décadas do século XIX.

## Vida
Melegué era irmão de Datigui Uatara. Aparece em 1895-1896, quando era cativo de Tumendugu Sancaré. Para obterem sua liberdade, seus irmãos enviaram para Tumendugu um cavalo, um cativo e 40 000 búzios, mas ele não aceita a oferta e mantêm-o prisioneiro, inclusive afirmando que vai matá-lo. Ele prefere o suicídio à morte que o aguardava e perfura sua perna com uma flecha envenenada. Os franceses resgataram-o e ele foge para Bugoro e então para Cutiala, onde incita a população a defender a vila de Sagaba. Quando os habitantes de Cutiala retornam, Isaac Traoré aparece diante do campo deles e Melegué evacua a vila e foge para Coré.